# تشارلي جولي
تشارلي جولي (بالإنجليزية: Charlie Jolley)‏ هو لاعب كرة قدم بريطاني في مركز الهجوم، ولد في 13 يناير 2001 في ليفربول في المملكة المتحدة. لعب مع ويغان أتلتيك.